# آرپوکوتای
آرپوکوتای (به انگلیسی: Aruppukkottai) یک منطقهٔ مسکونی در هند است که در بخش ورودهونگر واقع شده‌است. آرپوکوتای ۱۴٫۹۶ کیلومتر مربع مساحت و ۹۷٬۷۲۲ نفر جمعیت دارد و ۹۷ متر بالاتر از سطح دریا واقع شده‌است.